# Tour de Ski 2010/2011
Tour de Ski 2010/11 je 5. ročník série závodů v běhu na lyžích. Zahrnuje osm závodů během deseti dnů od 31. prosince 2010 do 9. ledna 2011. Oproti předchozím třem ročníkům chybí mezi místy konání závodů Praha, a tak Česká republika poprvé v historii Tour de Ski vypadla z programu. Tour de Ski je součástí Světového poháru v běhu na lyžích. Vítězství obhajují Lukáš Bauer a Justyna Kowalczyková. Poprvé se Tour neúčastní jeho dvojnásobná vítězka Virpi Kuitunenová, která v létě 2010 ukončila aktivní kariéru.  

## Program
Oberhof:
- 31. prosince: Prolog, volně, distanční start, 2,5 km (ženy) a 3,75 km (muži).
- 1. ledna: Stíhací závod, klasicky, handicapový start, 10 km (ženy) a 15 km (muži).

 Oberstdorf:
- 2. ledna: Sprint, klasicky, 1,2 km (ženy i muži).
- 3. ledna: Skiatlon, 5+5 km (ženy) a 10+10 km (muži).

 Toblach:
- 5. ledna: Sprint, volně, 1,2 km (ženy i muži).
- 6. ledna: Stíhací závod, volně, handicapový start, 15 km (ženy) a 35 km (muži).

 Val di Fiemme:
- 8. ledna: Stíhací závod, klasicky, hromadný start, 10 km (ženy) a 20 km (muži).
- 9. ledna: Stíhací závod do vrchu, volně, handicapový start, 9 km (ženy) a 10 km (muži).

## Výsledky

### Prolog – Oberhof
31. prosince Oberhof
| Ženy – 2,5 km volně |                         |          |
| Místo               | Jméno                   | Čas      |
| 1                   | Justyna Kowalczyková    | 6:39,0   |
| 2                   | Charlotte Kallaová      | + 1,5 s  |
| 3                   | Astrid Jacobsenová      | + 4,8 s  |
| 4                   | Riitta-Liisa Roponenová | + 5,7 s  |
| 5                   | Julija Čekaleva         | + 7,2 s  |
| …                   | …                       | …        |
| 46                  | Ivana Janečková         | + 27,0 s |
| 49                  | Eva Nývltová            | + 29,5 s |

| Muži – 3,75 km volně |                 |          |
| Místo                | Jméno           | Čas      |
| 1                    | Marcus Hellner  | 7:34,5   |
| 2                    | Alexej Petuchov | + 2,0 s  |
| 3                    | Petter Northug  | + 2,9 s  |
| 4                    | Alexandr Legkov | + 4,8 s  |
| 5                    | Loris Frasnelli | + 5,1 s  |
| …                    | …               | …        |
| 9                    | Lukáš Bauer     | + 8,6 s  |
| 25                   | Martin Jakš     | + 29,8 s |
| 40                   | Martin Koukal   | + 33,4 s |
| 62                   | Dušan Kožíšek   | + 44,7 s |

### Stíhací závod – Oberhof
1. ledna Oberhof
| Ženy – 10 km klasicky |                        |              |
| Místo                 | Jméno                  | Čas          |
| 1                     | Justyna Kowalczyková   | 33:32,5 min  |
| 2                     | Krista Lähteenmäki     | + 27,5 s     |
| 3                     | Marianna Longa         | + 30,5 s     |
| 4                     | Aino-Kaisa Saarinenová | + 31,6 s     |
| 5                     | Petra Majdičová        | + 34,5 s     |
| …                     | …                      | …            |
| 23                    | Eva Nývltová           | + 1:37,3 min |
| 49                    | Ivana Janečková        | + 3:19,1 min |

| Muži – 15 km klasicky |                 |              |
| Místo                 | Jméno           | Čas          |
| 1                     | Dario Cologna   | 47:48,1 min  |
| 2                     | Devon Kershaw   | + 0,5 s      |
| 3                     | Alexandr Legkov | + 0,8 s      |
| 4                     | Ilja Černousov  | + 4,2 s      |
| 5                     | Petter Northug  | + 5,5 s      |
| …                     | …               | …            |
| 13                    | Lukáš Bauer     | + 13,2 s     |
| 24                    | Martin Jakš     | + 21,4 s     |
| 35                    | Martin Koukal   | + 52,3 s     |
| 68                    | Dušan Kožíšek   | + 4:54,1 min |

### Sprint – Oberstdorf
2. ledna Oberstdorf
| Ženy – 1,2 km klasicky |                      |          |
| Místo                  | Jméno                | Čas      |
| 1                      | Petra Majdičová      | 2:50,8   |
| 2                      | Justyna Kowalczyková | + 4,3 s  |
| 3                      | Astrid Jacobsenová   | + 4,8 s  |
| 4                      | Alena Procházková    | + 9,2 s  |
| 5                      | Julija Ivanova       | + 10,1 s |
| …                      | …                    | …        |
| 18                     | Eva Nývltová         |          |
| 52                     | Ivana Janečková      |          |

| Muži – 1,2 km klasicky |                 |         |
| Místo                  | Jméno           | Čas     |
| 1                      | Emil Jönsson    | 2:34,1  |
| 2                      | Devon Kershaw   | + 0,0 s |
| 3                      | Dario Cologna   | + 0,3   |
| 4                      | Simen Östensen  | + 6,2   |
| 5                      | Alexej Petuchov | + 6,5   |
| …                      | …               | …       |
| 28                     | Martin Jakš     |         |
| 45                     | Martin Koukal   |         |
| 52                     | Lukáš Bauer     |         |
| 55                     | Dušan Kožíšek   |         |